# Combate de Mito
El Combate de Mito fue un enfrentamiento menor de la guerra de independencia peruana, ocurrido el 28 de enero de 1823 durante la campaña montonera en el Valle del Mantaro, enfrentó por una parte la guarnición realista del pueblo de Mito, al mando del teniente Elías García, con las montoneras locales que operaban bajo el mando general del caudillo patriota Custodio Álvarez.

## Antecedentes
El año de 1823 se inició con una serie de reveses sufridos por la causa independentista, mientras el ejército expedicionario del general Rudecindo Alvarado era derrotado en el sur del Perú en las batallas de Torata y Moquegua, en la sierra central las montoneras patriotas mantenían una activa lucha contra las bien pertrechadas guarniciones realistas acantonadas en diversos puntos entre Jauja y Huancayo donde en esta última ciudad tenía su cuartel general José de Canterac general en jefe del ejército realista del norte. El mando de todas las partidas guerrilleras lo ejercía el comandante Custodio Álvarez quien a su vez se encontraba subordinado al mando del coronel Francisco de Paula Otero.

## El combate
El 28 de enero de 1823 la guarnición realista del pueblo de Mito, formada por 60 soldados del batallón Imperial Alejandro, fue repentinamente atacada por aproximadamente 250 montoneros los cuales tras irrumpir sorpresivamente en las calles de la población y dar muerte a los dos centinelas obligaron al teniente García a atrincherarse con sus hombres en el cuartel desde donde resistieron y rechazaron los sucesivos ataques que los montoneros emprendieron contra el mismo al tiempo que un soldado era enviado a Chupaca para informar del ataque al coronel Joaquín Rubín de Celis, más intentando los montoneros sustraer las mulas de los corrales y ante el temor de que fuera incendiado el recinto, desde el que por sus dimensiones solo podían disparar 12 soldados a la vez, y luego de hora y media de tiroteo, el teniente García resolvió realizar una salida para despejar la plaza del pueblo de los atacantes los cuales finalmente optaron por retirarse dejando en el campo un oficial y 13 individuos de tropa muertos. Las bajas experimentadas por los realistas fueron las de dos muertos a bala y tres a bayoneta, como también tres soldados y una rabona heridos. Cuando los refuerzos realistas al mando del mismo Rubín de Celis arribaron al trote a Mito hacia las 4 de la tarde ya el combate había concluido siendo imposible alcanzar a los montoneros por la fatiga de la tropa y la falta de caballería.

## Consecuencias
El teniente García y demás oficiales y soldados destacados fueron premiados y ascendidos por acción distinguida, las incursiones de los montoneros prosiguieron en el mes de febrero siendo atacadas las avanzadas realistas en Chonta, Yuracmarca y Tacayhuanca en las que las fuerzas de Canterac sufrieron alrededor de 35 bajas siendo además tomados prisioneros dos oficiales y seis soldados. Para poner fin a estos ataques, deshacer la reunión de partidas montoneras en la zona y a la vez recoger ganado para la manutención de las aisladas guarniciones realistas el general Canterác encargó al coronel Rubín de Celis que con 300 infantes escogidos y 75 dragones del Perú realizara una incursión al pueblo de Tomás (en la provincia de Yauyos) donde sostuvo varias escaramuzas con las partidas guerrilleras de los caudillos Vivas, Lobera, Lozano y Aliaga a los que dispersó y causó alguna perdida tomando prisioneros a 27 montoneros los cuales fueron inmediatamente pasados por las armas en represalia por la muerte de tres soldados realistas que rezagados en la marcha y capturados fueron apuñalados y mutilados por los guerrilleros. Tras tomar 10 000 cabezas de ganado lanar y 60 reses la expedición retornó a sus cantones.